# Język fon
Język fon (nazwa własna: Fɔngbè, inne nazwy: dahomeen, djedji, fo, fogbe, fongbe, fonnu) – język nigero-kongijski z rodziny kwa, spokrewniony z językiem ewe. Używany jest w południowym Beninie, gdzie występuje w funkcji wehikularnej jako odrębny język poddany standaryzacji. Znajduje zastosowanie w środkach masowego przekazu. 
Fon jest językiem tonalnym o typowym szyku zdania SVO. Reprezentuje typ izolujący.

## Dialekty
- agbome
- arohun
- gbekon
- kpase

## Alfabet
| Wielkie litery | A | B | C  | D | Ɖ | E | Ɛ | F | G | GB | I | J  | K | KP | L | M | N | NY | O | Ɔ | P | R | S | T | U | V | W | X | Y | Z |
| Małe litery    | a | b | c  | d | ɖ | e | ɛ | f | g | gb | i | j  | k | kp | l | m | n | ny | o | ɔ | p | r | s | t | u | v | w | x | y | z |
| Dźwięk         | a | b | tʃ | d | ɖ | e | ɛ | f | ɡ | ɡb | i | dʒ | k | kp | l | m | n | ɲ  | o | ɔ | p | ɣ | s | t | u | v | w | x | j | z |